# Будинок Кранаха
Будинок Кранаха (нім. Cranachhaus) — будинок ліворуч від двох майже однакових ренесансних будинків на східній стороні ринкової площі у Веймарі, прямо навпроти ратуші. Художники Лукас Кранах Старший та його син Лукас Кранах Молодший жили тут у XVI столітті.

## Історія
Будинок, багато прикрашений колонами, нішами та арками з орнаментами, є спорудою доби ренесансу площею близько 1500 м².
Будівництво цього будинку відбувалось у 1547—1549 роках. Він був побудований архітектором Ренесансу Ніколаусом Громанном для канцлера герцога Крістіана Брюка, який одружився з Барбарою Кранах, ставши зятем Лукаса Кранаха Старшого. Герб художника — крилатий змій — розміщений над правою аркою.
Лукас Кранах Старший, один з найважливіших німецьких живописців епохи Відродження, провів останній рік свого життя саме у цьому будинку.
Художник, прибув до Веймару в 1552 році у віці 80 років, заснував в будинку майстерню і прийняв 2 учнів. Незважаючи на свій вік, він все ще був активним і розпочав у своїй майстерні (горище під дахом) роботу над славнозвісним трикрилим вівтарем, яку й сьогодні можна побачити у веймарській церкві святих Петра і Павла (Herderkirche). Роботу завершив в 1555 році його син Лукас Кранах Молодший.
Під час Другої світової війни будівля була сильно пошкоджена і пізніше відбудована відповідно оригіналу.

## Сьогодення
До кінця 1990-х років у будинку знаходилась галерея кооперативу художників Веймару. Багаторічний голова кооперативу, веймарський художник Горст Гаузотте, подав у відставку в 1991 році. Його наступник, художник Ральф Герман, в 1999 році очолив кооператив.
Сьогодні в будинку знаходиться «Театр під Склепінням».

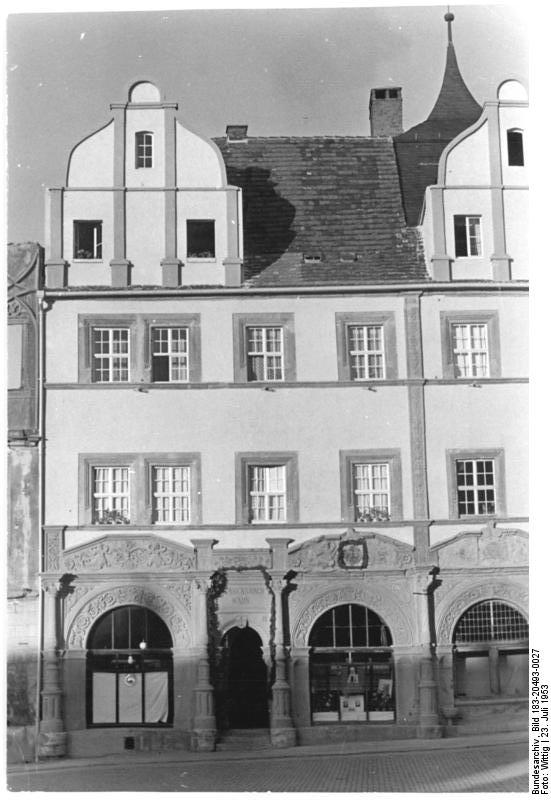
Будинок Кранаха, 1953 р.
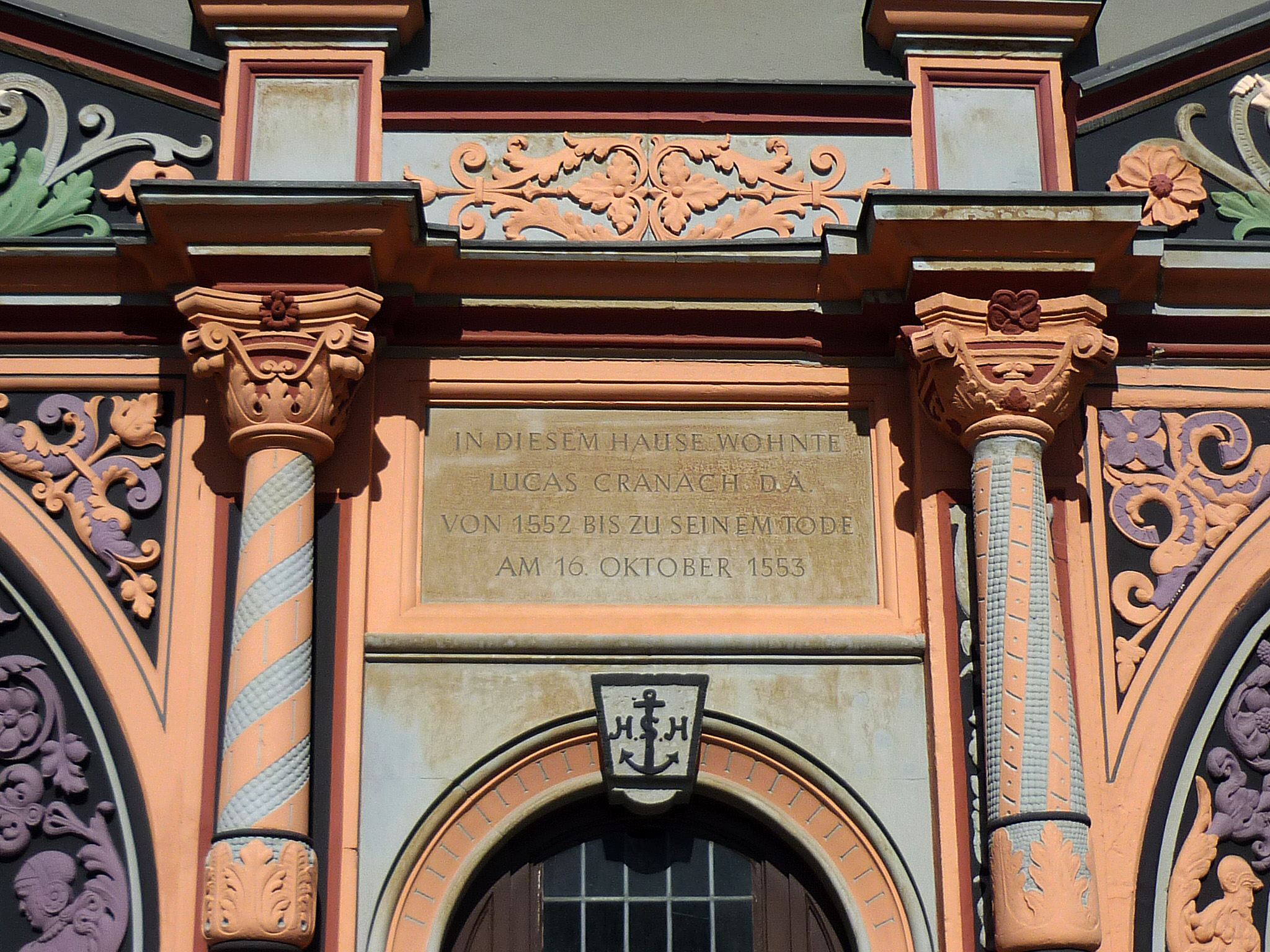
Оздоблення будинку